# Sonja Ziemann
Sonja Alice Selma Toni Ziemann (n. 8 februarie 1926, Eichwalde, Brandenburg, Germania – d. 17 februarie 2020, München, Germania) a fost o actriță germană de film și televiziune.
Începând cu anul 1941, Ziemann a interpretat operete și teatru de revistă. În urma celui de-al doilea război mondial, spectacolele sale au apărut în primul rând la Teatrul Metropol din Berlin.
Ziemann a început să lucreze în filme la vârsta de 15 ani, iar la vârsta de 18 ani "a fost o stea de primă magnitudine". Ea a fost o stea notabilă în cinematografia germană în anii 1950, în special în genul Heimatfilm. Ea a format un cuplu de ecran cu actorul Rudolf Prack într-un număr de filme, printre care Schwarzwaldmädel (1950) și Grün ist die Heide (1951). Ambele filme au fost vizionate de cincisprezece milioane de oameni, devenind astfel două dintre cele mai reușite filme ale epocii germane postbelice.
Activitatea lui Ziemann a devenit mai importantă în anii 1960, când a jucat în The Secret Ways (1961), primul său film american și a apărut în The Bridge at Remagen (1969), filmat în Cehoslovacia înainte de invazia sovietică.
În 1962, Ziemann s-a întors pe scenă, portretizând-o pe Eliza Dolittle în producțiile My Fair Lady din Zurich și München. A continuat să apară pe scenă în diferite producții în anii 1970.

## Viață personală
În 1961, Ziemann s-a căsătorit cu romancierul polonez Marek Hlasko. În 1965, au divorțat. 

## Filmografie
- A Gust of Wind (1942)
- Die Jungfern vom Bischofsberg (1943)
- Geliebter Schatz (1943)
- Hundstage (1944)
- Eine kleine Sommermelodie  (1944)
- Freunde (1945)
- Tell the Truth (1946)
- Allez Hopp (1946)
- King of Hearts (1947)
- Ghost in the Castle (1947)
- Liebe nach Noten  (1947)
- Paths in Twilight (1948)
- Thank You, I'm Fine (1948)
- Nothing But Coincidence (1949)
- After the Rain Comes Sunshine (1949)
- Um eine Nasenlänge  (1949)
- Nights on the Nile (1949)
- My Wife's Friends (1949)
- The Black Forest Girl (1950)
- One Night Apart (1950)
- Maharadscha wider Willen (1950)
- 1950 Nevestele vesele din Windsor (Die lustigen Weiber von Windsor)
- The Heath Is Green (1951)
- You Have to be Beautiful (1951)
- Johannes und die 13 Schönheitsköniginnen  (1951)
- Die Frauen des Herrn S. (1951)
- At the Well in Front of the Gate (1952)
- I Can't Marry Them All (1952)
- The Thief of Bagdad (1952)
- Made in Heaven (1952)
- Christina (1953)
- Dutch Girl (1953)
- Life Begins at Seventeen (1953)
- The Private Secretary (1953)
- It Was Always So Nice With You (1954)
- The Seven Dresses of Katrin (1954)
- The Little Czar (1954)
- Die große Starparade  (1954)
- My Sister and I (1954)
- Mädchen ohne Grenzen (1955)
- Ich war ein häßliches Mädchen (1955)
- Love Without Illusions (1955)
- Nothing But Trouble with Love (1956)
- Opera Ball (1956)
- Dany, bitte schreiben Sie (1956)
- Emperor's Ball (1956)
- Supreme Confession (1956)
- The Bath in the Barn (1956)
- The Zurich Engagement (1957)
- Doctor Bertram (1957)
- Spring in Berlin (1957)
- Serenade of Texas (1958)
- Tabarin (1958)
- The Italians They Are Crazy (1958)
- The Eighth Day of the Week (1958)
- Stalingrad: Dogs, Do You Want to Live Forever? (1959)
- Menschen im Hotel (1959)
- Liebe auf krummen Beinen (1959)
- Rebel Flight to Cuba (1959)
- Strafbataillon 999 (1960)
- Darkness Fell on Gotenhafen (1960)
- The Nabob Affair  (1960)
- Denn das Weib ist schwach (1961)
- A Matter of WHO (1961)
- The Secret Ways (1961)
- The Dream of Lieschen Mueller (1961)
- 1962 Cartea de la San Michele (Axel Munthe - Der Arzt von San Michele), regia Giorgio Capitani, Rudolf Jugert și Georg Marischka
- Journey Into Nowhere (1962)
- Her Most Beautiful Day (1962)
- Frühstück mit dem Tod (1964)
- Halløj i himmelsengen (1965)
- De Sade (1969)
- 1969 Ultimul pod pe Rin (The Bridge at Remagen), regia John Guillermin
- Germaine Damar - Der tanzende Stern (2011)